# Bloodbath
Bloodbath (engl. für ‚Blutbad‘) ist eine Death-Metal-Supergroup aus Stockholm, Schweden.

## Geschichte
Gegründet wurde Bloodbath von Mikael Åkerfeldt (Opeth), Dan Swanö (u. a. Edge of Sanity, Nightingale, Infestdead), Anders Nyström und Jonas Renkse (beide Katatonia). Da die Gründungsmitglieder vor allem in anderen Bands aktiv waren, wurden Bloodbath-Konzerte erst durch Veränderungen in der Besetzung möglich.
Nach der Veröffentlichung des ersten Studioalbums Resurrection Through Carnage verließ Sänger Åkerfeldt die Band, er wurde 2004 durch Peter Tägtgren (Hypocrisy) ersetzt. Des Weiteren wurde das Schlagzeug mit Martin Axenrot (Opeth, Witchery, Satanic Slaughter) neu besetzt, da Dan Swanö an die Gitarre wechselte. Nachdem das zweite Studioalbum Nightmares Made Flesh aufgenommen worden war, verließ Tägtgren die Band umgehend wieder. Bei einem Live-Auftritt im Jahr 2005 sprang Åkerfeldt einmalig als Sänger ein. 2006 verließ auch Swanö die Band.
Bloodbath blieb dauerhaft ohne Sänger, bis sich Åkerfeldt im Jahre 2008 wieder anschloss. Ferner stieß der Gitarrist Per Eriksson hinzu, so dass die EP Unblessing The Purity aufgenommen und am 10. März 2008 veröffentlicht werden konnte. Ihr folgte umgehend der Livemitschnitt The Wacken Carnage aus dem Jahre 2005.
Dadurch, dass die Bloodbathmitglieder ihre Zeit hauptsächlich mit ihren „Hauptbands“ verbringen, gab es bis 2014 erst sieben Auftritte von Bloodbath, davon fanden drei in Deutschland statt. 2005 spielten sie auf dem Wacken Open Air, 2008 konnte man sie auf dem Party.San Open Air und dem Pellavarock Fest in Finnland sehen. 2010 traten sie beim Rock Hard Festival und beim Hellfest, beim Graspop Metal Meeting sowie beim Bloodstock Open Air auf.
Im April 2012 gab die Band auf ihrer Website bekannt, dass Sänger Mikael Åkerfeldt Bloodbath verlassen hat. Ein weiteres Album, mit neuem Sänger, war ursprünglich für 2013 angedacht. Im September 2014 wurde Paradise-Lost-Frontmann Nick Holmes als neuer Sänger bestätigt, das folgende Album mit dem Titel Grand Morbid Funeral erschien am 17. November 2014 über Peaceville.
Mit Nick Holmes als Sänger spielte Bloodbath im Jahr 2015 auf mehr Festivals als je zuvor, u. a. beim Wacken Open Air, Hellfest, Sweden Rock Festival, Summerbreeze, Party.San, Brutal Assault, Tuska Open Air Metal Festival, Vagos Open Air. Ein erster in Club Gig in London fand am 18. Dezember 2015 statt, und wenige Monate später traten sie beim 70000 Tons of Metal auf.
Im Frühjahr 2018 führte eine kurze Tour Bloodbath nach Nordamerika, wo sie erstmals auch in Kanada spielten. Kurz nach ihrer Rückkehr gaben sie eine umfassende, für Dezember 2018 geplante Tour als Support für Kreator, Dimmu Borgir und Hatebreed bekannt.
Das fünfte Studioalbum mit dem Titel The Arrow of Satan Is Drawn erschien am 26. Oktober 2018. Als neues Bandmitglied und Nachfolger von Per Eriksson wurde Gitarrist Joakim Karlsson (Craft) bekannt gegeben. 2019 wurde bekanntgegeben, dass Karlsson die Band wieder verlassen hat.

## Diskografie
- 1999: Breeding Death (EP)
- 2002: Resurrection Through Carnage
- 2004: Nightmares Made Flesh
- 2008: Unblessing the Purity (EP)
- 2008: The Wacken Carnage (Live-Album)
- 2008: The Fathomless Mastery
- 2011: Bloodbath over Bloodstock (DVD)
- 2014: Grand Morbid Funeral
- 2018: The Arrow of Satan Is Drawn
- 2022: Survival of the Sickest